# Thilo Kehrer
Jan Thilo Kehrer (Tubinga, 21 settembre 1996) è un calciatore tedesco, difensore del Monaco.

## Biografia
Kehrer è nato a Tubinga da padre tedesco e madre burundese.

## Caratteristiche tecniche
Difensore centrale non molto abile nel gioco aereo, all'occorrenza è capace di giocare anche terzino destro oppure nella posizione di mediano. Destro naturale, è dotato di personalità e di buone capacità di lettura della manovra avversaria.

## Carriera

### Club
Prodotto delle giovanili dello Schalke 04, compie il suo debutto in Bundesliga il 6 febbraio 2015, nella vittoria per 3-0 contro il Wolfsburg. Sigla la sua prima rete con la maglia dei Knappen il 1º aprile 2017, in un pareggio per 1-1 contro il Borussia Dortmund.
Il 16 agosto 2018 viene acquistato dal Paris Saint-Germain per 37 milioni di euro, legandosi al club francese con un quinquennale.
Il 17 agosto 2022 viene acquistato dal West Ham Utd per circa 12 milioni di euro.
Dopo avere trovato spazio nella sua prima stagione con i londinesi, nella seconda ne trova meno, ragion per cui il 5 gennaio 2024 viene ceduto in prestito al Monaco.

### Nazionale
Viene convocato nel 2017 per l'Europeo Under-21 in Polonia.
Debutta con la maglia della nazionale maggiore l'anno successivo, scendendo in campo il 9 settembre 2019 nell'amichevole vinta per 2-1 contro il Perù.

## Statistiche

### Presenze e reti nei club
Statistiche aggiornate al 18 ottobre 2024.
| Stagione                   | Squadra                    | Campionato                 | Campionato | Campionato | Coppe nazionali | Coppe nazionali | Coppe nazionali | Coppe continentali | Coppe continentali | Coppe continentali | Altre coppe | Altre coppe | Altre coppe | Totale | Totale |
| Stagione                   | Squadra                    | Comp                       | Pres       | Reti       | Comp            | Pres            | Reti            | Comp               | Pres               | Reti               | Comp        | Pres        | Reti        | Pres   | Reti   |
| -------------------------- | -------------------------- | -------------------------- | ---------- | ---------- | --------------- | --------------- | --------------- | ------------------ | ------------------ | ------------------ | ----------- | ----------- | ----------- | ------ | ------ |
| 2015-2016                  | Schalke 04 II              | RL                         | 19         | 0          | -               | -               | -               | -                  | -                  | -                  | -           | -           | -           | 19     | 0      |
| 2015-2016                  | Schalke 04                 | BL                         | 1          | 0          | CG              | 0               | 0               | UEL                | 0                  | 0                  | -           | -           | -           | 1      | 0      |
| 2016-2017                  | Schalke 04                 | BL                         | 16         | 1          | CG              | 1               | 0               | UEL                | 8                  | 0                  | -           | -           | -           | 24     | 1      |
| 2017-2018                  | Schalke 04                 | BL                         | 28         | 3          | CG              | 5               | 0               | -                  | -                  | -                  | -           | -           | -           | 33     | 3      |
| Totale Schalke 04          | Totale Schalke 04          | Totale Schalke 04          | 45         | 4          |                 | 6               | 0               |                    | 8                  | 0                  |             | -           | -           | 59     | 4      |
| 2018-2019                  | Paris Saint-Germain        | L1                         | 27         | 1          | CF+CdL          | 5+1             | 0               | UCL                | 7                  | 0                  | SF          | -           | -           | 40     | 1      |
| 2019-2020                  | Paris Saint-Germain        | L1                         | 7          | 1          | CF+CdL          | 5+3             | 0               | UCL                | 5                  | 0                  | SF          | 1           | 0           | 21     | 1      |
| 2020-2021                  | Paris Saint-Germain        | L1                         | 24         | 0          | CF              | 4               | 0               | UCL                | 5                  | 0                  | SF          | -           | -           | 33     | 0      |
| 2021-2022                  | Paris Saint-Germain        | L1                         | 27         | 2          | CF              | 3               | 0               | UCL                | 4                  | 0                  | SF          | 1           | 0           | 34     | 2      |
| Totale Paris Saint-Germain | Totale Paris Saint-Germain | Totale Paris Saint-Germain | 85         | 4          |                 | 21              | 0               |                    | 21                 | 0                  |             | 2           | 0           | 129    | 4      |
| 2022-2023                  | West Ham Utd               | PL                         | 27         | 0          | FACup+CdL       | 1+2             | 0+0             | UECL               | 10                 | 0                  | -           | -           | -           | 38     | 0      |
| 2023-gen. 2024             | West Ham Utd               | PL                         | 4          | 0          | FACup+CdL       | 0+3             | 0+0             | UEL                | 5                  | 0                  | -           | -           | -           | 12     | 0      |
| Totale West Ham            | Totale West Ham            | Totale West Ham            | 31         | 0          |                 | 6               | 0               |                    | 15                 | 0                  |             | -           | -           | 52     | 0      |
| gen.-giu. 2024             | Monaco                     | L1                         | 15         | 1          | CF              | 3               | 0               | -                  | -                  | -                  | -           | -           | -           | 18     | 1      |
| 2024-2025                  | Monaco                     | L1                         | 16         | 3          | CF              | 2               | 0               | UCL                | 7                  | 1                  | SF          | -           | -           | 25     | 4      |
| Totale Monaco              | Totale Monaco              | Totale Monaco              | 31         | 4          |                 | 5               | 0               |                    | 7                  | 1                  |             | -           | -           | 43     | 5      |
| Totale carriera            | Totale carriera            | Totale carriera            | 209        | 12         |                 | 38              | 0               |                    | 51                 | 1                  |             | 2           | 0           | 298    | 13     |

### Cronologia presenze e reti in nazionale
| Cronologia completa delle presenze e delle reti in nazionale ― Germania | Cronologia completa delle presenze e delle reti in nazionale ― Germania | Cronologia completa delle presenze e delle reti in nazionale ― Germania | Cronologia completa delle presenze e delle reti in nazionale ― Germania | Cronologia completa delle presenze e delle reti in nazionale ― Germania | Cronologia completa delle presenze e delle reti in nazionale ― Germania | Cronologia completa delle presenze e delle reti in nazionale ― Germania | Cronologia completa delle presenze e delle reti in nazionale ― Germania |
| Data                                                                    | Città                                                                   | In casa                                                                 | Risultato                                                               | Ospiti                                                                  | Competizione                                                            | Reti                                                                    | Note                                                                    |
| ----------------------------------------------------------------------- | ----------------------------------------------------------------------- | ----------------------------------------------------------------------- | ----------------------------------------------------------------------- | ----------------------------------------------------------------------- | ----------------------------------------------------------------------- | ----------------------------------------------------------------------- | ----------------------------------------------------------------------- |
| 9-9-2018                                                                | Sinsheim                                                                | Germania                                                                | 2 – 1                                                                   | Perù                                                                    | Amichevole                                                              | -                                                                       | 76’                                                                     |
| 16-10-2018                                                              | Saint-Denis                                                             | Francia                                                                 | 2 – 1                                                                   | Germania                                                                | UEFA Nations League 2018-2019 - 1º turno                                | -                                                                       |                                                                         |
| 15-11-2018                                                              | Lipsia                                                                  | Germania                                                                | 3 – 0                                                                   | Russia                                                                  | Amichevole                                                              | -                                                                       |                                                                         |
| 19-11-2018                                                              | Gelsenkirchen                                                           | Germania                                                                | 2 – 2                                                                   | Paesi Bassi                                                             | UEFA Nations League 2018-2019 - 1 turno                                 | -                                                                       |                                                                         |
| 20-3-2019                                                               | Wolfsburg                                                               | Germania                                                                | 1 – 1                                                                   | Serbia                                                                  | Amichevole                                                              | -                                                                       | 90’                                                                     |
| 24-3-2019                                                               | Amsterdam                                                               | Paesi Bassi                                                             | 2 – 3                                                                   | Germania                                                                | Qual. Euro 2020                                                         | -                                                                       |                                                                         |
| 11-6-2019                                                               | Magonza                                                                 | Germania                                                                | 8 – 0                                                                   | Estonia                                                                 | Qual. Euro 2020                                                         | -                                                                       |                                                                         |
| 3-9-2020                                                                | Stoccarda                                                               | Germania                                                                | 1 – 1                                                                   | Spagna                                                                  | UEFA Nations League 2020-2021 - 1º turno                                | -                                                                       |                                                                         |
| 6-9-2020                                                                | Basilea                                                                 | Svizzera                                                                | 1 – 1                                                                   | Germania                                                                | UEFA Nations League 2020-2021 - 1º turno                                | -                                                                       |                                                                         |
| 2-9-2021                                                                | San Gallo                                                               | Liechtenstein                                                           | 0 – 2                                                                   | Germania                                                                | Qual. Mondiali 2022                                                     | -                                                                       |                                                                         |
| 5-9-2021                                                                | Stoccarda                                                               | Germania                                                                | 6 – 0                                                                   | Armenia                                                                 | Qual. Mondiali 2022                                                     | -                                                                       | 83’                                                                     |
| 8-9-2021                                                                | Reykjavík                                                               | Islanda                                                                 | 0 – 4                                                                   | Germania                                                                | Qual. Mondiali 2022                                                     | -                                                                       |                                                                         |
| 8-10-2021                                                               | Amburgo                                                                 | Germania                                                                | 2 – 1                                                                   | Romania                                                                 | Qual. Mondiali 2022                                                     | -                                                                       | 87’                                                                     |
| 11-10-2021                                                              | Skopje                                                                  | Macedonia del Nord                                                      | 0 – 4                                                                   | Germania                                                                | Qual. Mondiali 2022                                                     | -                                                                       |                                                                         |
| 11-11-2021                                                              | Wolfsburg                                                               | Germania                                                                | 9 – 0                                                                   | Liechtenstein                                                           | Qual. Mondiali 2022                                                     | -                                                                       | 72’                                                                     |
| 14-11-2021                                                              | Erevan                                                                  | Armenia                                                                 | 1 – 4                                                                   | Germania                                                                | Qual. Mondiali 2022                                                     | -                                                                       |                                                                         |
| 26-3-2022                                                               | Sinsheim                                                                | Germania                                                                | 2 – 0                                                                   | Israele                                                                 | Amichevole                                                              | -                                                                       |                                                                         |
| 29-3-2022                                                               | Amsterdam                                                               | Paesi Bassi                                                             | 1 – 1                                                                   | Germania                                                                | Amichevole                                                              | -                                                                       | 81’                                                                     |
| 4-6-2022                                                                | Bologna                                                                 | Italia                                                                  | 1 – 1                                                                   | Germania                                                                | UEFA Nations League 2022-2023 - 1º turno                                | -                                                                       | 62’                                                                     |
| 11-6-2022                                                               | Budapest                                                                | Ungheria                                                                | 1 – 1                                                                   | Germania                                                                | UEFA Nations League 2022-2023 - 1º turno                                | -                                                                       |                                                                         |
| 23-9-2022                                                               | Lipsia                                                                  | Germania                                                                | 0 – 1                                                                   | Ungheria                                                                | UEFA Nations League 2022-2023 - 1º turno                                | -                                                                       | 46’                                                                     |
| 26-9-2022                                                               | Londra                                                                  | Inghilterra                                                             | 3 – 3                                                                   | Germania                                                                | UEFA Nations League 2022-2023 - 1º turno                                | -                                                                       |                                                                         |
| 16-11-2022                                                              | Mascate                                                                 | Oman                                                                    | 0 – 1                                                                   | Germania                                                                | Amichevole                                                              | -                                                                       |                                                                         |
| 27-11-2022                                                              | Al Khor                                                                 | Spagna                                                                  | 1 – 1                                                                   | Germania                                                                | Mondiali 2022 - 1º turno                                                | -                                                                       | 37’ 70’                                                                 |
| 25-3-2023                                                               | Magonza                                                                 | Germania                                                                | 2 – 0                                                                   | Perù                                                                    | Amichevole                                                              | -                                                                       | 86’                                                                     |
| 28-3-2023                                                               | Colonia                                                                 | Germania                                                                | 2 – 3                                                                   | Belgio                                                                  | Amichevole                                                              | -                                                                       |                                                                         |
| 16-6-2023                                                               | Varsavia                                                                | Polonia                                                                 | 1 – 0                                                                   | Germania                                                                | Amichevole                                                              | -                                                                       |                                                                         |
| 8-6-2025                                                                | Stoccarda                                                               | Germania                                                                | 0 – 2                                                                   | Francia                                                                 | UEFA Nations League 2024-2025 - Finale 3º posto                         | -                                                                       | 73’                                                                     |
| Totale                                                                  |                                                                         | Presenze                                                                | 28                                                                      |                                                                         | Reti                                                                    | 0                                                                       |                                                                         |

## Palmarès

### Club

#### Competizioni nazionali
- Campionato francese: 3

Paris Saint-Germain: 2018-2019, 2019-2020, 2021-2022
- Coppa di Francia: 2

Paris Saint-Germain: 2019-2020, 2020-2021
- Supercoppa francese: 2

Paris Saint-Germain: 2019, 2022
- Coppa di Lega francese: 1

Paris Saint-Germain: 2019-2020

#### Competizioni internazionali
- UEFA Conference League: 1

West Ham: 2022-2023

### Nazionale
- Campionato d'Europa Under-21: 1

Polonia 2017